# 째
째(베트남어: chè)는 베트남의 전통적인 간식 또는 후식이다. 콩, 팥, 녹두 등과 쌀, 찹쌀 및 잡곡, 견과류, 과일, 뿌리채소 등을 넣고 코코넛 워터나 코코넛 밀크 등을 부어 잔얼음을 띄운다.

## 종류
째는 종류가 다양하며, 재료에 따라 이름이 달라진다. 보통은 팥빙수처럼 얼음을 갈아 팥, 콩, 녹두, 땅콩, 연유 등을 섞어 차갑게 먹지만, 팥죽처럼 따뜻하게 먹는 째도 있다. 꾸이년 지방에는 구운 바나나, 땅콩 등이 들어간 따뜻한 "째 쭈오이 느엉(chè chuối nướng→구운 바나나 째)"이 유명하고, 고산도시 달랏은 날씨가 추워 뜨거운 단팥죽과 비슷한 "째 농(chè nóng→따뜻한 째)"으로 유명하다.

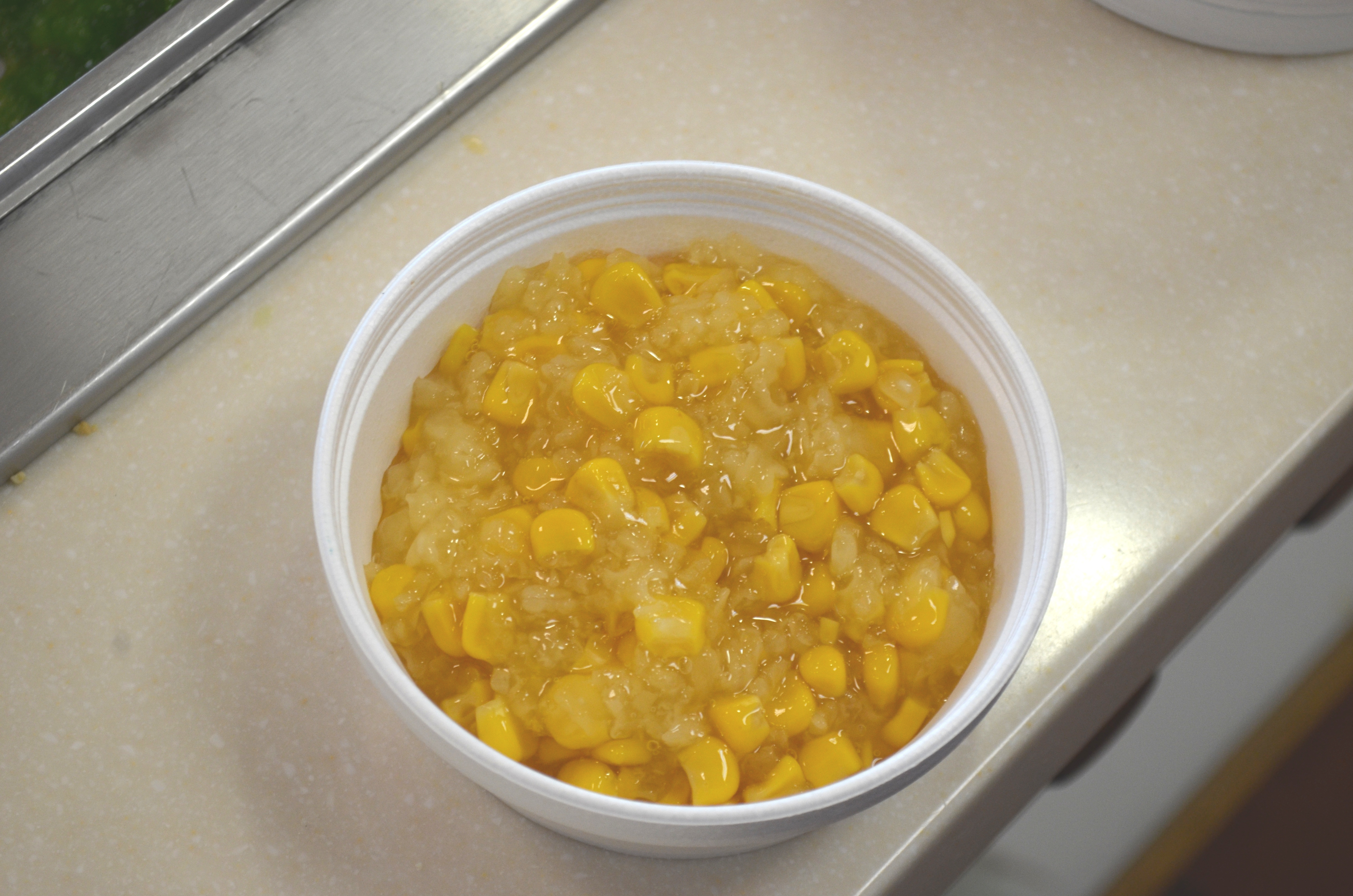
째 밥 (옥수수 째)
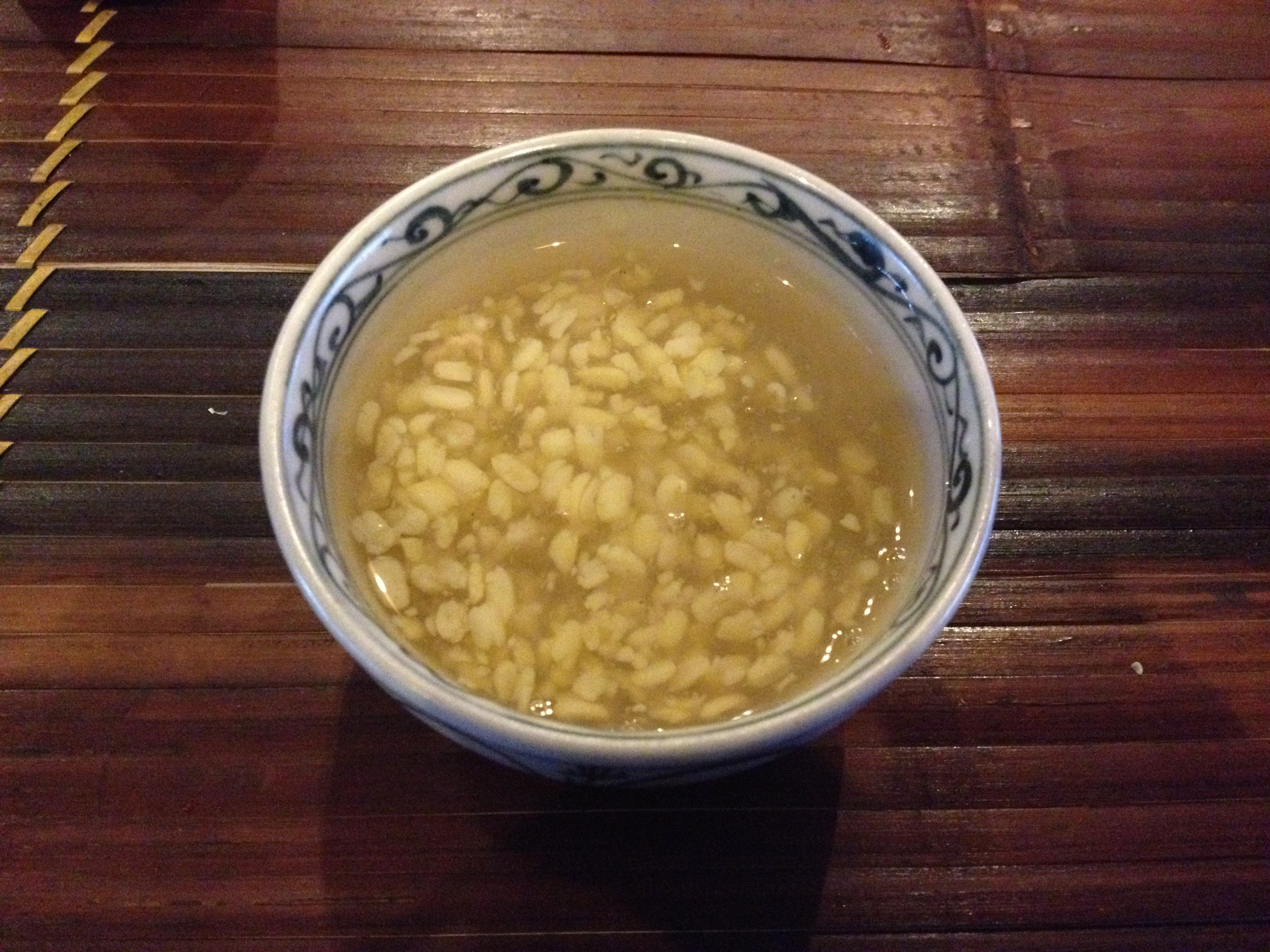
째 더우싸인 (녹두 째)
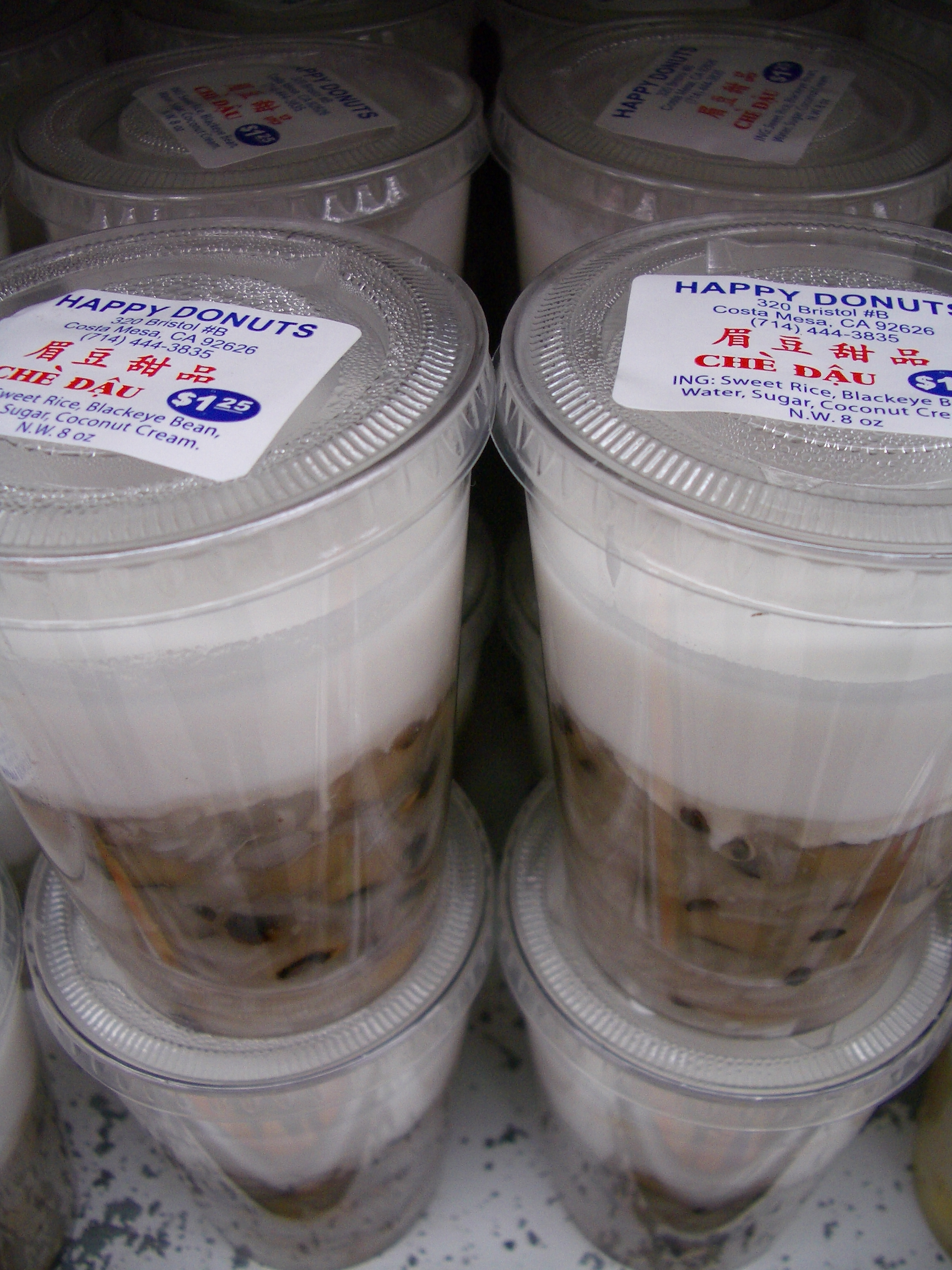
째 더우짱 (동부 째)
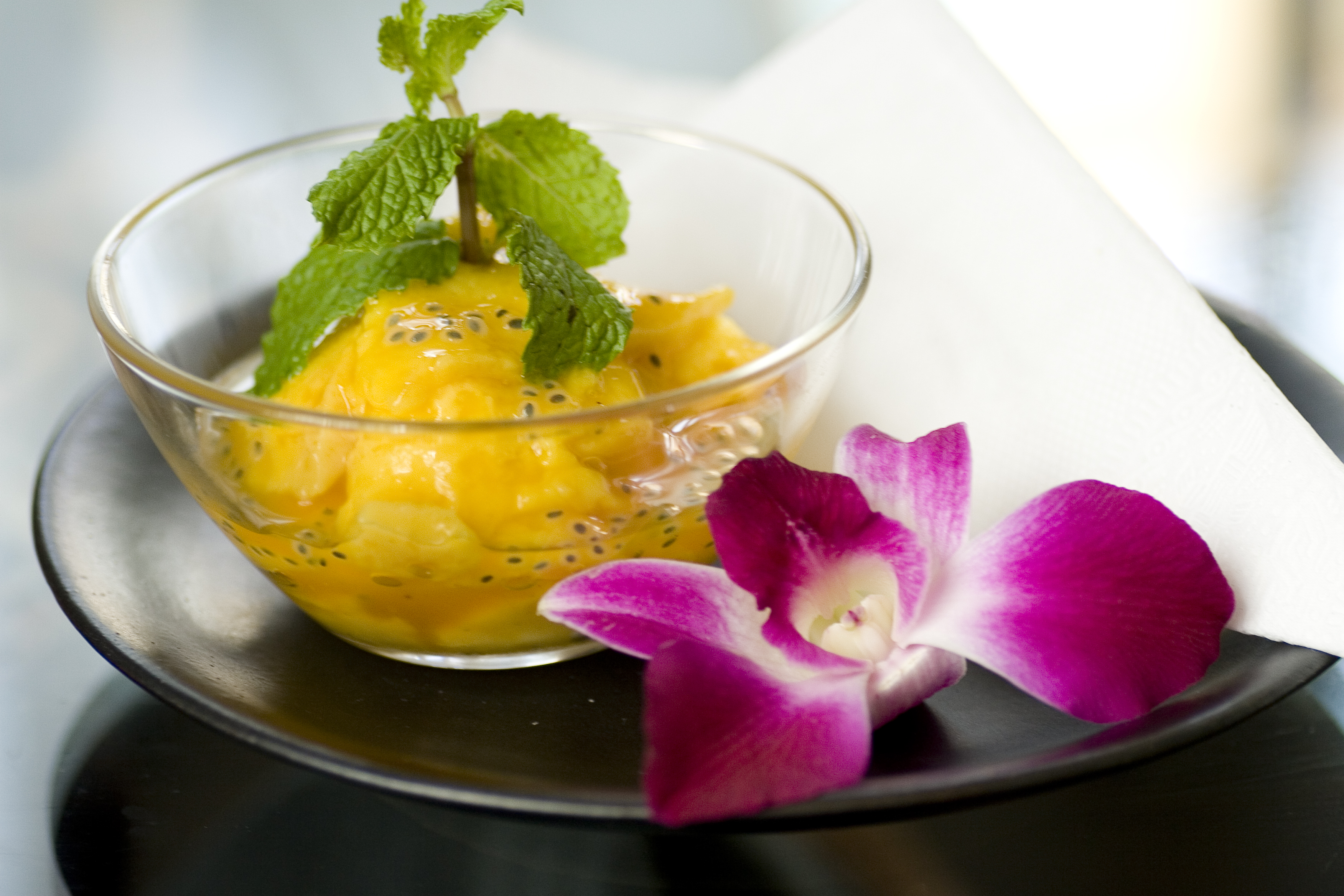
째 쏘아이 (망고 째)
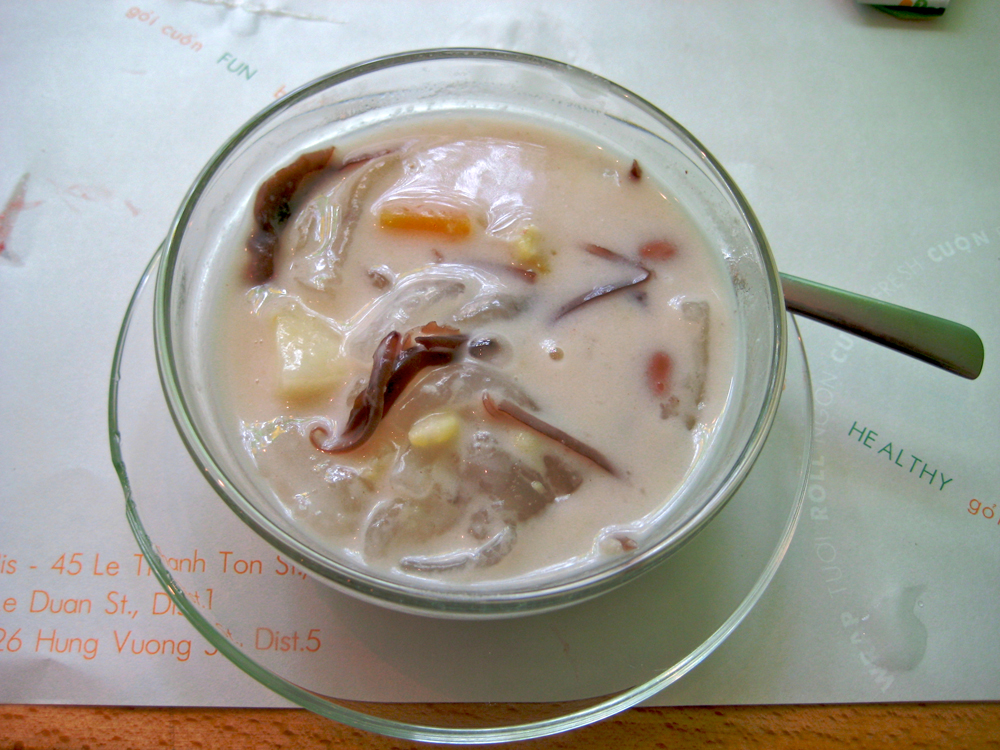
째 코아이몬 (토란 째)

## 같이 보기
- 버블티
- 첸돌
- 탕위안
- 팥빙수
- 할로할로